# Lehóczky Ágnes
Lehóczky Ágnes (Budapest, 1976. február 29. –) költő, műfordító, irodalomkritikus. A Sheffieldi Egyetem kreatív írás szakának vezető tanára, a Sheffieldi Költészeti és Poétikai Központ társigazgatója, valamint a Blackbox Manifold irodalmi folyóirat tanácsadója.

## Életpályája
2001-ben a Pázmány Péter Katolikus Egyetemen szerzett angol és magyar irodalom szakos tanári diplomát, majd 2006-ban a University of East Anglia-n (UEA) szerzett kitüntetéssel MA diplomát kreatív írásból. Kritikai és kreatív írásból doktorált, szintén az UEA-n, 2011 júliusában.

### Munkássága
Négy verseskötetet és számos pamfletet publikált angol nyelven. Társszerkesztője három nagy nemzetközi költészeti antológiának az Egyesült Királyságban, és szerzője Nemes Nagy Ágnes költészetéről szóló tudományos monográfiának. Három teljes magyar nyelvű verseskötete is megjelent Budapesten. Számos művészeti projektben dolgozott együtt írókkal, fotósokkal, zeneszerzőkkel, zenészekkel, színházi előadókkal, kiadókkal, tudósokkal és fordítókkal; így többek között Denise Riley-val, Adam Piette-tel, Terry O'Connorral, Nathan Hamiltonnal, J. T. Welsch, Zoë Skoulding, Elzbieta Wójcik-Leese, Jenny Hval, Andrew McDonnell, Sian Croose, Jonathan Baker, Henriette Louwerse, Harriet Tarlo, Honor Gavin, Astrid Alben, Amanda Crawley Jackson. Költészetét széles körben antologizálták az Egyesült Királyságban és Magyarországon, és megjelent többek között a The World Record (Bloodaxe, 2012), a Dear World & Everyone in It: New Poetry in the UK (Bloodaxe, 2013), Atlantis (Spirit Duplicator, 2016), The Penguin Book of the Prose Poem; From Baudelaire to Anne Carson (Penguin, 2018), A századelő irodalma (háromkötetes antológia a kortárs magyar irodalomból, szerk. Zsille Gábor, Magyar Napló, Budapest, 2017), The Valley Press Anthology of Prosa Poetry (megjelenés alatt; szerk. Anne Caldwell & Oz Hardwick, Valley Press, 2019) és Archive of the Now (szerk. Andrea Brady). Műveit lengyelre (Elzbieta Wójcik-Leese), bolgárra (Nikolai Boikov), franciára (Jean Portante & Michel Perquy) és hollandra (Hans Kloos) fordították. Különböző versei jelentek meg nyomtatásban és online az Egyesült Királyságban, az Egyesült Államokban és Európában: többek között az alábbi folyóiratokban: English (Oxford Journals), Datableed, PN Review, The Wolf, Blackbox Manifold, Molly Bloom, Confluences Poetiques, Poetry Wales, Para-text, 3: AM Magazine, Kluger Hans, Long Poem Magazine, No Poesia, Locomotive Journal, Make It New, Arterie, The Ofi Press, Magyar Napló, Kortárs, Free Verse és Chicago Review.

## Művei

### Könyvek/teljes verseskötetek és legújabb szerkesztői munkák
- Swimming Pool (Shearsman Books, 2017)
- Pool Epitaphs and Other Love Letters (Boiler House Press, 2017)
- Carillonneur (Shearsman Books, 2014)[2]
- Rememberer (Egg Box Publishing, 2012)
- Budapest to Babel (Egg Box Publishing, 2008)

### Röpiratok
- Pool Epitaphs and Other Love Letters (Boiler House Press, 2017)
- Poems from the Swimming Pool (Constitutional Information, 2015)

### Magyar nyelvű versgyűjtemények
- Palimpszeszt (Magyar Napló, Budapest, 2015)[3]
- Medalion (Universitas, Budapest, 2002)
- Ikszedik stáció (Universitas, Budapest, 2000)[1]

### Monográfiák
- Poetry, the Geometry of Living Substance: Four Essays on the Poetry of Ágnes Nemes Nagy (Cambridge Scholars, 2011)[4]

### Legutóbbi szerkesztői cikkek
- The World Speaking Back to Denise Riley (Boiler House Press, 2018) eds. Ágnes Lehóczky and Zoë Skoulding
- Wretched Strangers (Boiler House Press, 2018) eds. Ágnes Lehóczky and J. T. Welsch
- The Sheffield Anthology, Poems from the City Imagined, eds. Ágnes Lehóczky, Adam Piette, Ann Sansom, Peter Sansom (Smith/Doorstop, 2012)

### Cikkek, szerkesztői bevezetők
- ‘Endnotes on Disobedient Poetries, Paper Citizens, and Other Agoras,’in Wretched Strangers (Boiler House Press, 2018) eds. Ágnes Lehóczky and J. T. Welsch, (pp 311-322)
- ‘In Defence of Paradoxes: A Preface’, in The World Speaking Back to Denise Riley (Boiler House Press, 2018), eds. Ágnes Lehóczky and Zoë Skoulding, (pp xi-xvii)
- ‘Scribbling In That Other Tongue,’ (essay with 3 poems) in Poetry Wales, April, 2012 (pp31–33)
- ‘Conducting Cacophony,’ in In Their Own Words - Contemporary Poets on Their Poetry, eds. Helen Ivory and George Szirtes (Salt, 2012) (pp45–51)

### Műfordítások
- I Killed my Mother - András Visky’s play translated with Ailisha O'Sullivan (for the Rosemary Branch Theatre Performance, produced by Summer Dialogues Productions and presented in partnership with the Hungarian Cultural Centre and the Romanian Cultural Institute, London, March, 2013)
- New Order: Hungarian Poets of the Post 1989 Generation, ed. George Szirtes (Arc Publications, 2010)[5]
- Poems by Kemény István and Virág Erdős. (Hungarian Quarterly, April, 2010)
- Poems and essays by Ágnes Nemes Nagy, Zsuzsa Takács, György Somlyó, Imre Kőrizs and Ákos Győrffy in Hungarian Literature Online: poems (www.hlo.hu) 2009
- Poems by Lavinia Greenlaw. (Nagyvilág, 2008, Hungary)

## Díjai
- The Jane Martin National Poetry Prize of Girton College (Cambridge, 2011)
- The Arthur Welton Award of the Authors’ Foundation/Society of Authors in support of my second collection of poems in English
- Representative Poet of Hungary: Poetry Parnassus, Southbank Centre (London, 2012)
- Bertha Bulcsu-emlékdíj (2012)[1]

## Fordítás
- Ez a szócikk részben vagy egészben  az   Ágnes Lehóczky című angol Wikipédia-szócikk ezen változatának fordításán alapul.  Az eredeti cikk szerkesztőit annak laptörténete sorolja fel. Ez a jelzés csupán a megfogalmazás eredetét és a szerzői jogokat jelzi, nem szolgál a cikkben szereplő információk forrásmegjelöléseként.